# David Baas
David Andrew Baas (* 28. September 1981 in Bixby, Oklahoma) ist ein ehemaliger US-amerikanischer American-Football-Spieler auf der Position des Centers. Er spielte für die San Francisco 49ers und die New York Giants in der National Football League (NFL).

## Frühe Jahre
Baas ging in Sarasota, Florida, auf die Highschool. Später besuchte er die University of Michigan und spielte dort für die Michigan Wolverines. Er wurde im College Football dreimal in das First-Team der Big Ten Conference gewählt. 2004 erhielt er zu dem die Rimington Trophy als bester Center im Land.

## NFL

### San Francisco 49ers
Baas wurde im NFL Draft 2005 in der zweiten Runde an 33. Stelle von den San Francisco 49ers ausgewählt.  In seiner ersten NFL-Saison absolvierte er 13 Spiele, fünf davon als Starter. Ein Jahr später absolvierte er alle 16 Spiele, jedoch nur als Backup, bzw. in den Special Teams. In der Saison 2007 wurde er, nachdem sich sein Mitspieler Justin Smiley verletzt hatte, acht Mal als rechter Guard von Anfang an aufgestellt. Im Laufe der Saison 2008 avancierte er zum Starter auf seiner angestammten Position des Centers. Am 13. April 2010 erhielt er einen Einjahresvertrag bei den 49ers.

### New York Giants
Am 29. Juli 2011 unterschrieb Baas einen Fünfjahresvertrag bei den New York Giants. Bei den Giants wurde er von Anfang an als erster Center im Team gelistet. Er gewann mit den Giants in seiner ersten Saison den Super Bowl XLVI mit 21:17 gegen die New England Patriots. Auch in diesem Spiel war er der startende Center.
In der Preseason 2013 verletzte sich Baas, so dass er den Saisonstart verpasste. Am siebten Spieltag der Saison 2013, im Spiel gegen die Minnesota Vikings, verletzte er sich am Knie und wurde auf die Injured Reserve List gesetzt, was das Saisonaus für ihn bedeutete. Am 10. März 2014 wurde er von den Giants entlassen.

## Persönliches
Baas ist verheiratet und lebt mit seiner Frau in Sarasota, Florida.